# Hydrobiosella uncinata
Hydrobiosella uncinata är en nattsländeart som beskrevs av Douglas E. Kimmins 1953. Hydrobiosella uncinata ingår i släktet Hydrobiosella och familjen stengömmenattsländor. Inga underarter finns listade i Catalogue of Life.